# Axel Bühler (Politiker)
Axel Bühler (* 13. Februar 1966 in Freiburg im Breisgau) ist ein deutscher Politiker der Grün-Alternativen Liste (GAL) und ehemaliges Mitglied der Hamburgischen Bürgerschaft.

## Leben
Axel Bühler besuchte die Schule im Saarland und in Hannover. Sein Abitur machte er dann in Karlsruhe. Es folgte ein Studium der Physik an der Universität Hamburg. Während dieser Zeit arbeitete er als EDV-Berater und Fachübersetzer.

## Politik
Zur Politik kam Bühler über die kirchliche Jugendarbeit, Friedensbewegung und die studentische Selbstverwaltung. In die GAL trat er 1995 ein.
Er war für die GAL Mitglied der Hamburgischen Bürgerschaft in der 16. Wahlperiode von 1997 bis 2001. Für seine Fraktion übernahm er die Aufgabe als energiepolitischer Sprecher und saß im Ausschuss für Europa und Städtepartnerschaften, im Umweltausschuss, im Haushaltsausschuss sowie im Wirtschaftsausschuss.
Ähnlich wie Joschka Fischer, der 1985 in Turnschuhen im Hessischen Landtag erschien und damit für Wirbel sorgte, war Bühler 1999 in kurzen Hosen in der Bürgerschaft erschienen. Die Aktion hatte zwar kein weiteres Nachspiel, wurde aber auch nicht wiederholt.